# Eimsbütteler Brücke

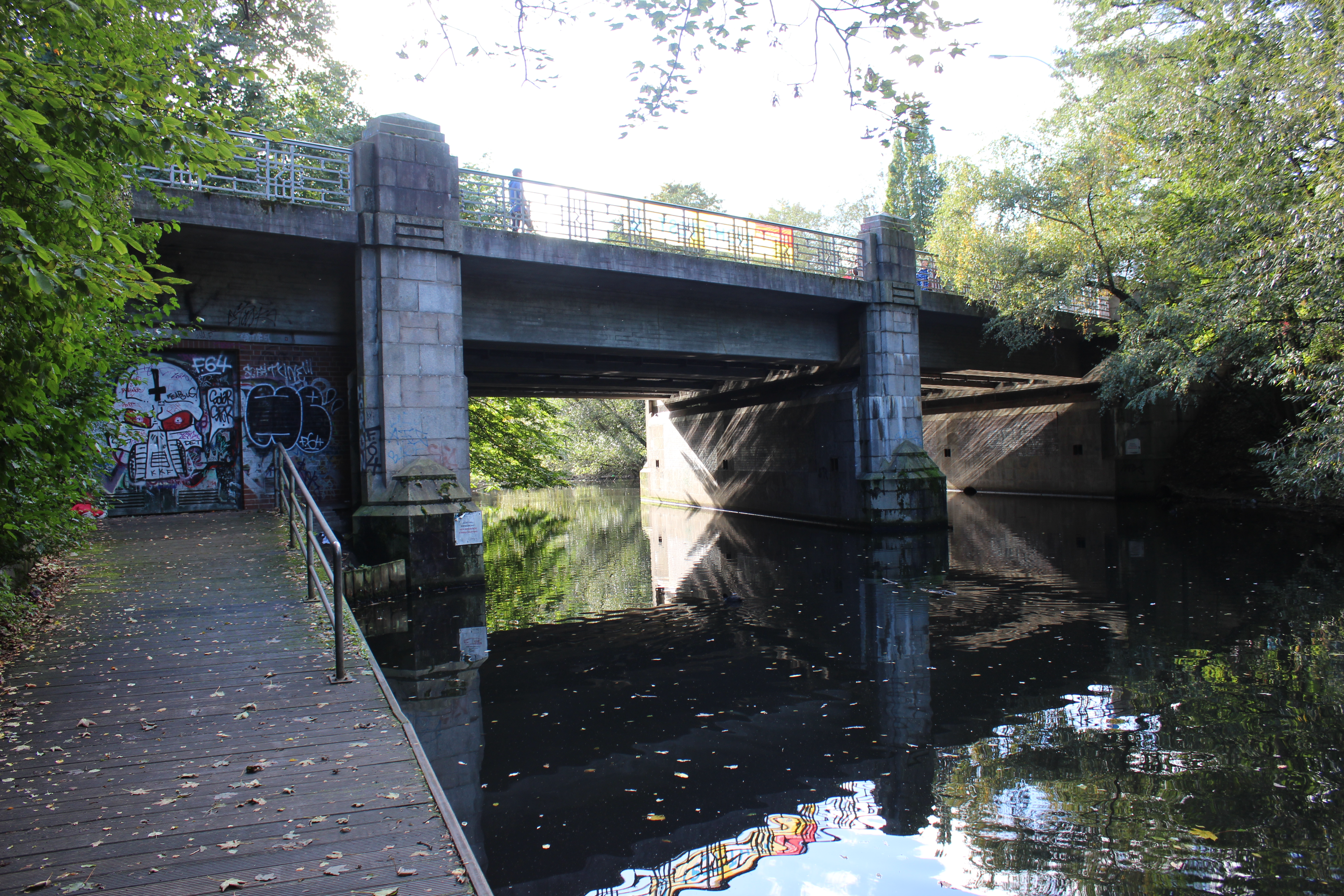
Eimsbütteler Brücke

Die Eimsbütteler Brücke ist eine Straßenbrücke im Hamburger Stadtteil Eimsbüttel, die zwischen Bundesstraße und Osterstraße über den Isebekkanal führt.
Die Brücke wurde zwischen 1900 und 1911 erbaut. Ihre Pfeiler und Widerlager wurden mit Granit verblendet, der aus dem schwedischen Karlshamn stammte. Nach dem Zweiten Weltkrieg wurde die Brücke im Wesentlichen neu gebaut, sie hat beim derzeitigen Stand zwei Durchlassöffnungen mit je 9,5 Metern lichter Weite.
Die Eimsbütteler Brücke steht unter Denkmalschutz und ist mit der Nummer 18384 in der Denkmalliste der Hamburger Behörde für Kultur und Medien aufgeführt.